# Francesco Bonvisi
Francesco Buonovisi albo Bonvisi (ur. 16 maja 1626 w Lukce, zm. 25 sierpnia 1700 tamże) – włoski kardynał, nuncjusz w Polsce w latach 1672-1673, jeden z twórców ligi antytureckiej.

## Życiorys
Studiował w Rzymie, 1670-1672 był nuncjuszem apostolskim w Kolonii, 1673-1675 w Polsce, a 1675-1689 w Wiedniu. Dążył do obalenia polsko-tureckiego traktatu w Buczaczu z 1672 i pogodzenia stronnictw politycznych (obozu królewskiego i tzw. malkontentów) i do wojny polsko-tureckiej. Nalegał na uregulowanie stosunków z Rosją, czym m.in. doprowadził w 1686 do zawarcia pokoju Grzymułtowskiego, a także do sojuszu Polski z Austrią w 1683 podczas ataku Turków na Wiedeń i zawarcia w 1684 Świętej Ligi. W 1681 otrzymał godność kardynalską, a w 1690 biskupstwo Lukki.